# Villahoz
Villahoz est une commune d'Espagne dans la communauté autonome de Castille-et-León, province de Burgos. Elle s'étend sur 50,53 km2 et comptait environ 352 habitants en 2011.